# Hið Islenzka Bokmentafjelag
Hið Islenzka Bokmentafjelag är det isländska litteratursällskapet, stiftat 1815 med huvuduppgift att vårda Islands språk och litteratur. Sällskapet har utgett ett stort antal skrifter i ämnet.